# Trolejbusy w Bratysławie

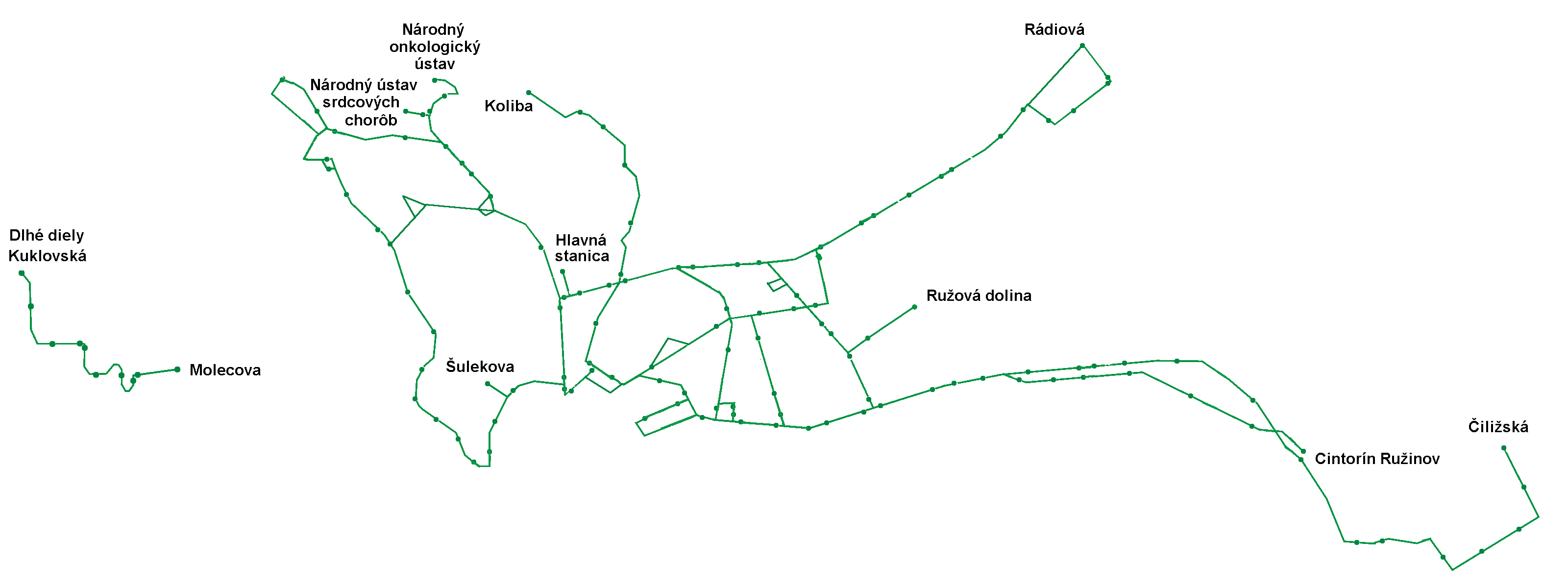
Schemat komunikacji trolejbusowej w Bratysławie

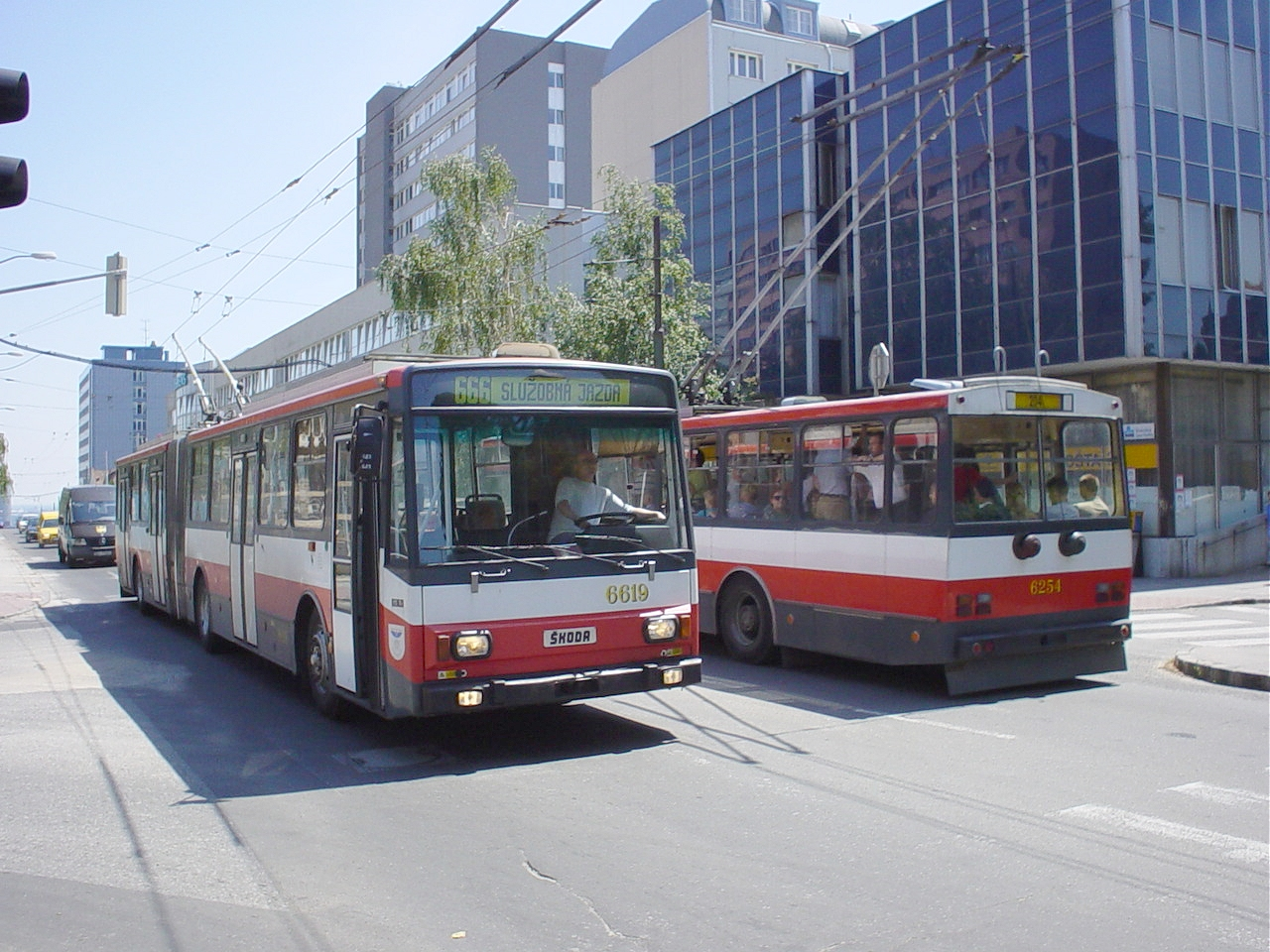
Trolejbus Škoda 15Tr

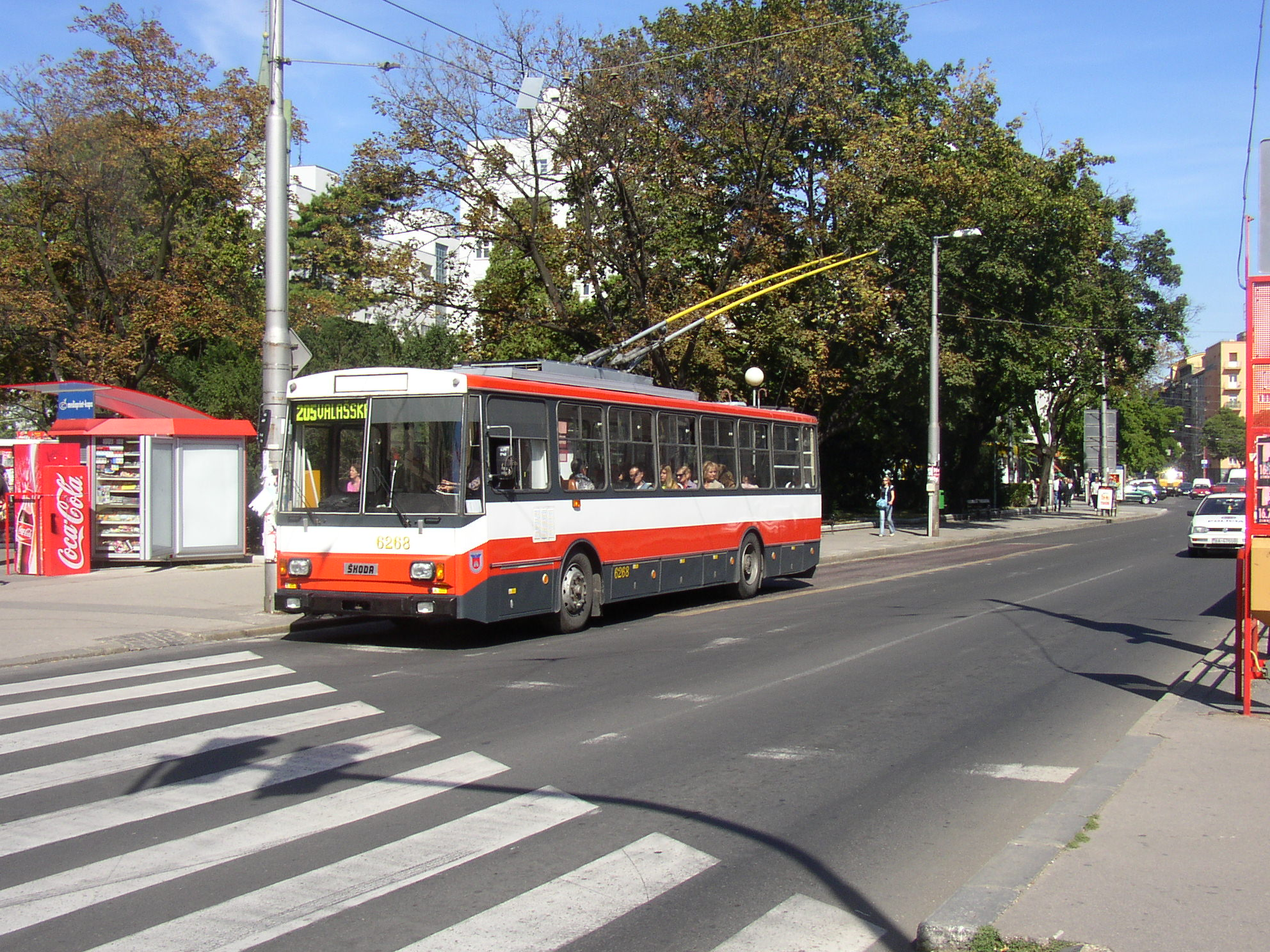
Trolejbus Škoda 14Tr

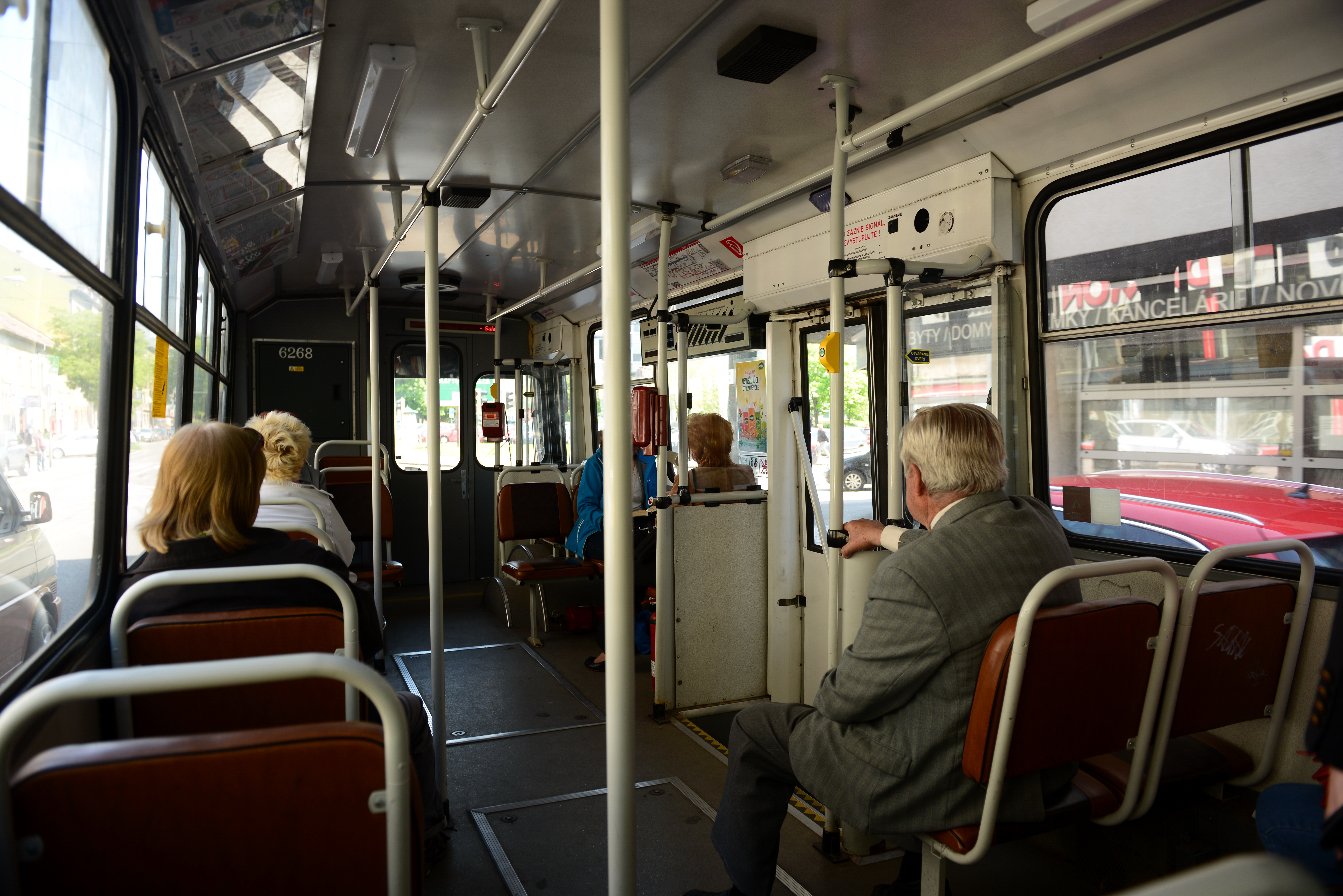
Škoda 14Tr

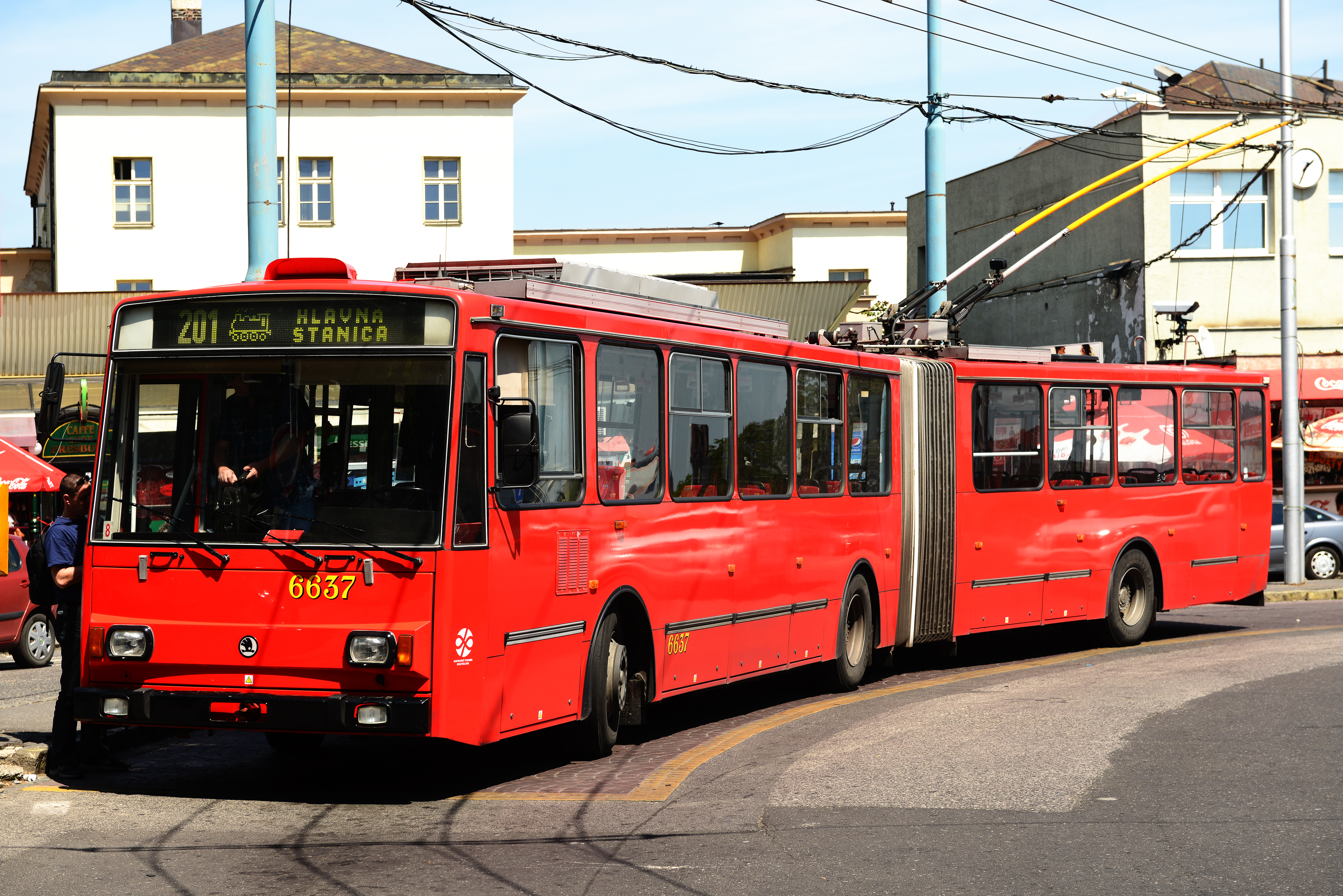
Škoda 15TrM

Trolejbusy w Bratysławie − system komunikacji trolejbusowej działający w stolicy Słowacji Bratysławie.

## Historia
Pierwszą linię trolejbusową otwarto w 1909 na trasie o długości 5,8 km na trasie Pražské ulice − Železné studničky. W 1915 zlikwidowano trolejbusy ze względów technicznych (zły stan dróg, strome podjazdy). Kolejny raz trolejbusy uruchomiono 31 lipca 1941 na trasie od teatru do głównego dworca kolejowego. W latach 1951−1961 wybudowano większość obecnej sieci trolejbusowej. Od drugiej połowy lat 60. do pierwszej połowy lat 70. XX w. ze względu na niskie ceny paliwa zlikwidowano część linii. W latach 80. XX w. nastąpiła rozbudowa systemu. W 1999 wybudowano linię do NÚSCH oraz do Narodowego Instytutu Onkologii. Od 4 września 2006 oddano do eksploatacji najnowszą trasę trolejbusową Molecova − Kuklovská. Linia ta nie ma połączenia z resztą sieci trolejbusowej.

## Linie
W 2024 w Bratysławie istniało 12 linii trolejbusowych:
| Numer linii | Trasa                            |
| ----------- | -------------------------------- |
| 33          | Dlhé diely – Riviéra             |
| 40          | Hlavná stanica – Nové SND        |
| 42          | Červený most – Zimný štadión     |
| 44          | Koliba – Hlavná stanica          |
| 45          | Kramáre – Červený most           |
| 47          | Červený most – Zimný štadión     |
| 49          | Kramáre – Ružová dolina          |
| 60          | Trnávka – Rajská                 |
| 61          | Hlavná stanica – Letisko/Airport |
| 64          | Valašská – Jelačičova            |
| 71          | Stn. Vrakuňa – Hlavná stanica    |
| 72          | Stn. Vrakuňa – Rajská            |

## Tabor
Do obsługi wybudowanej w 1941 linii posiadano 14 trolejbusów MAN/Siemens. Według stanu na 2023 w eksploatacji było 191 trolejbusów:
- SOR TNS 12 − 11 trolejbusów
- Škoda 14Tr (124 odmian) − 7 trolejbusów
- Škoda 15Tr (36 odmian) − 9 trolejbusów
- Škoda 25Tr Irisbus − 6 trolejbusów
- Škoda 27Tr Solaris − 23 trolejbusów
- Škoda 30Tr SOR − 50 trolejbusów
- Škoda 31Tr SOR − 70 trolejbusów
- Škoda-Sanos S 200Tr − 1 trolejbus
- Škoda-Solaris 24m − 16 trolejbusów
- Škoda 21TrAC − 1 trolejbus